# Świniary (powiat słubicki)
Świniary – wieś w Polsce położona w województwie lubuskim, w powiecie słubickim, w gminie Ośno Lubuskie.
W latach 1975–1998 miejscowość należała administracyjnie do województwa gorzowskiego. Do 14 stycznia 1976 w gminie Rzepin.
W miejscowości działało państwowe gospodarstwo rolne – Gospodarstwo w Świniarach należące do Zakładu Rolnego w Radowie wchodzącego w skład Lubuskiego Kombinatu Rolnego w Rzepinie.
Miejscowość położona jest na drodze lokalnej Radów – Lubiechnia Mała, w pobliżu drogi wojewódzkiej nr 137.

## Zabytki
Do wojewódzkiego rejestru zabytków wpisany jest:
- kościół filialny pod wezwaniem MB Częstochowskiej, z XVI wieku, średniowieczny

inne zabytki:
- kapliczka z XVIII wieku.